# Zabolottia
Zabolottia (ukrainien : Заболоття) est une commune urbaine de l'oblast de Volhynie, en Ukraine. Elle compte 4 394 habitants en 2021.